# Sydenham Edwards
Sydenham Teak Edwards (Brynbuga, 5 agosto 1768 – Londra, 8 febbraio 1819) è stato un illustratore britannico, specializzato nella rappresentazione di soggetti botanici.

## Biografia

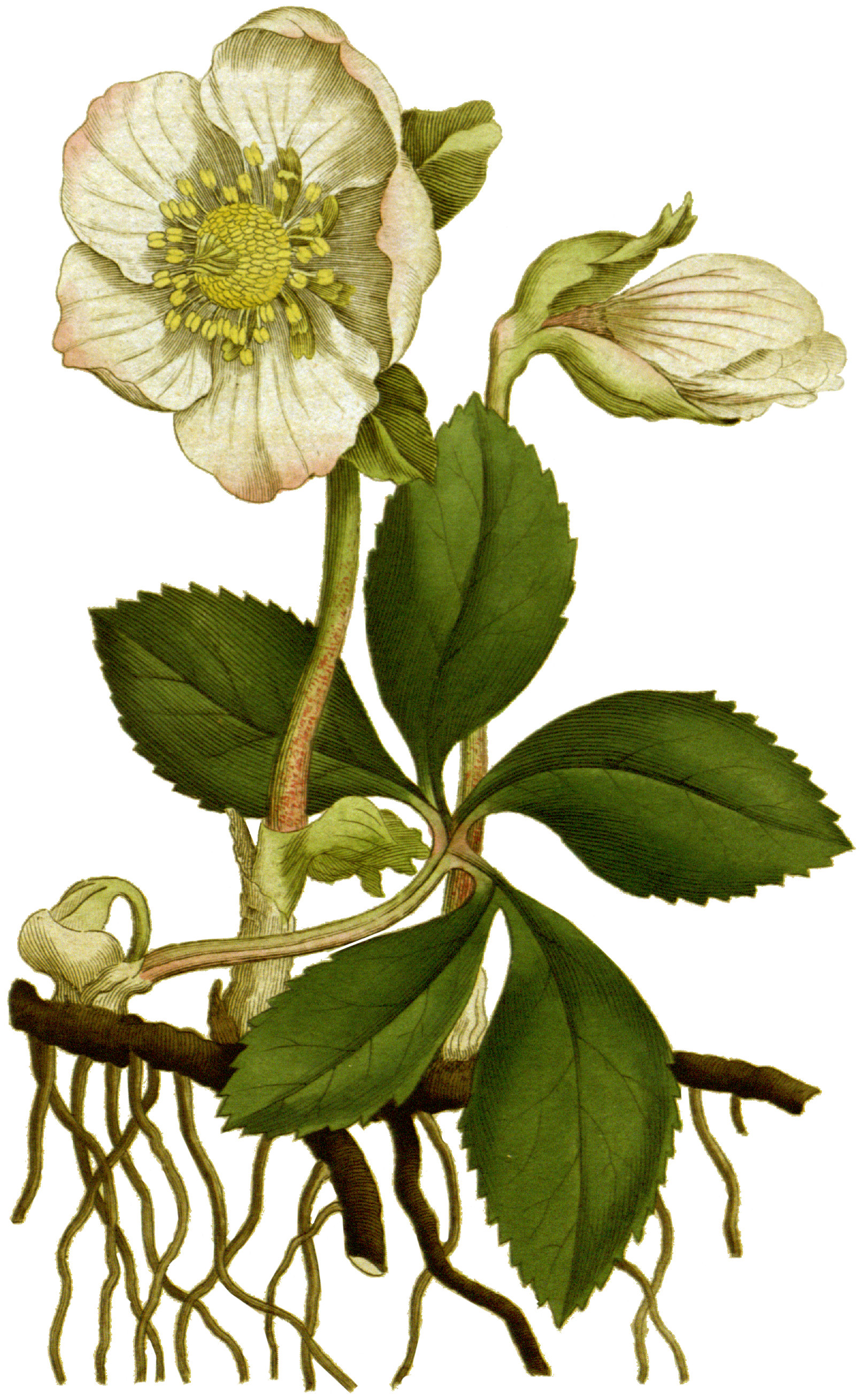
Helleborus niger, The Botanical Magazine (1797)

Sydenham Edwards nasce a Brynbuga (Galles) nel 1768. Figlio di Lloyd Pittell Edwards, maestro di scuola, e di Mary Reese, fin da piccolo dimostra il proprio talento nel disegno. La sua straordinaria abilità di illustratore lo porta a conoscere William Curtis, editore e fondatore della celebre rivista Curtis's Botanical Magazine. Edwards si trasferisce a Londra diventando il principale disegnatore del periodico, producendo più di 1700 illustrazioni colorate ad acquarello fra 1787 e 1815.

## Pubblicazioni
- The Botanical Magazine, W. Curtis
- Flora Londinensis, or, Plates and descriptions of such plants as grow wild in the environs of London (1777), W. Curtis
- Cynographia Britannica (1800), C. Whittingham
- A complete dictionary of practical gardening (1807), R. Taylor
- British ornithology: being the history with a coloured representation of every known species of British birds, Vol. I (1811) e Vol. II (1813), S. Couchman[4]
- The new botanic garden: illustrated with one hundred and thirty-three plants (1812), J. Stockdale
- The Botanical Register, in seguito noto come Edwards's Botanical Register (1815), con John Bellenden Ker

## Galleria d'immagini

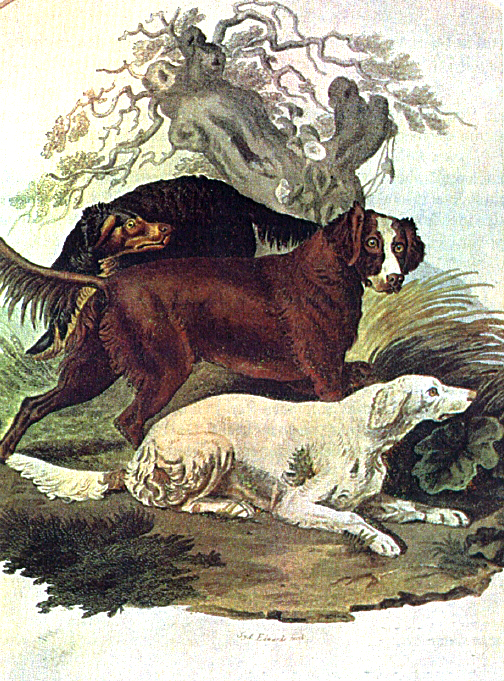
Three major types of setters, Cynographia Britannica (1800)
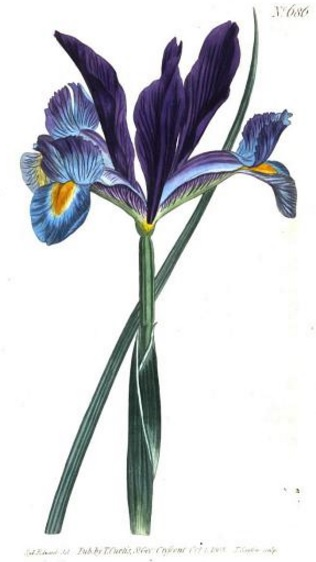
Iris pallida, The Botanical Magazine (1803)
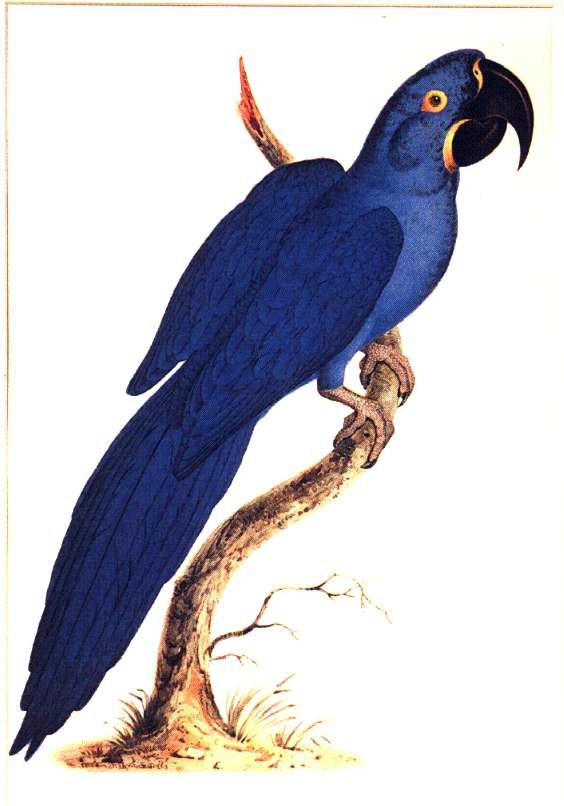
Hyacinth Macaw (1810)
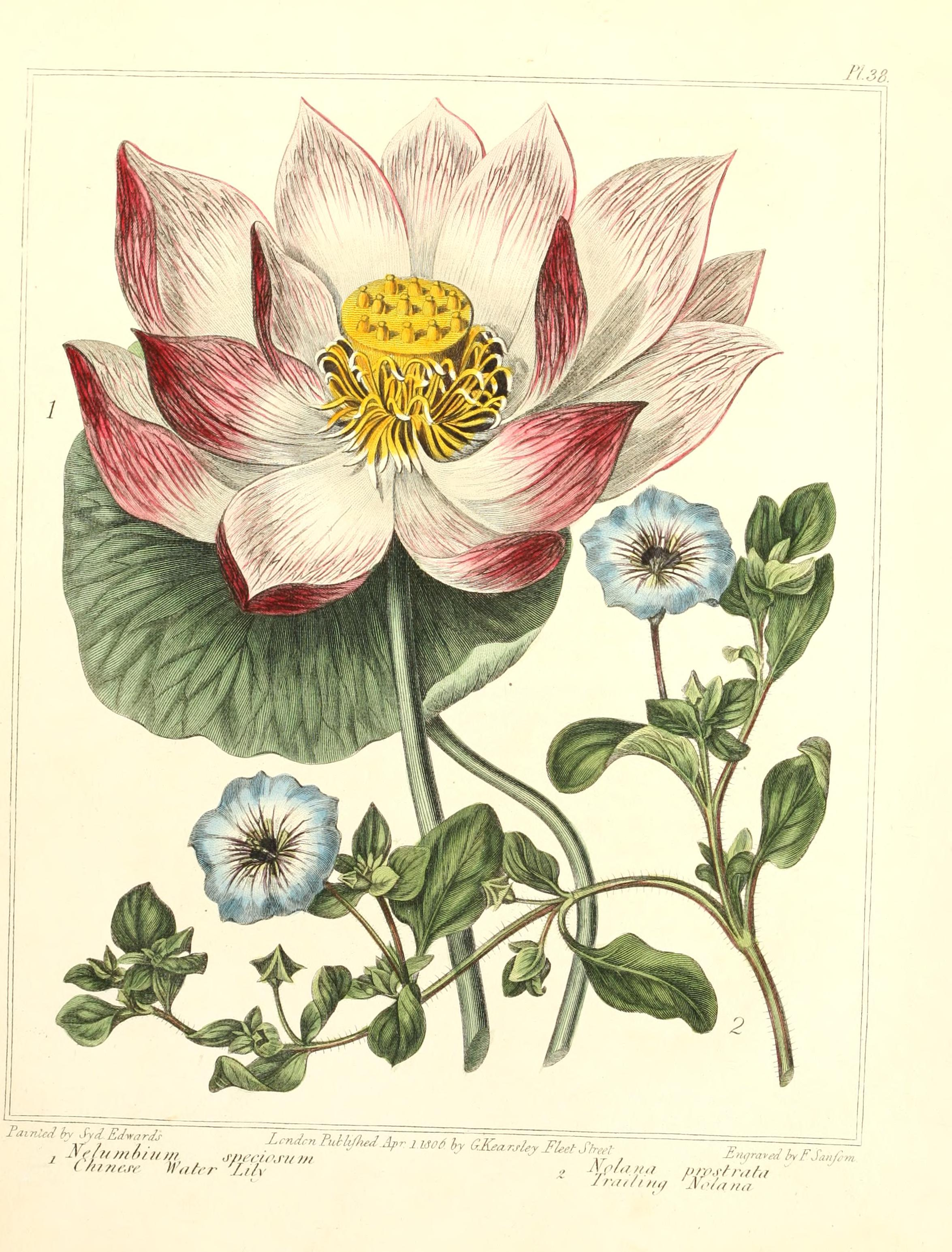
Nelumbium Speciosum, The new botanic garden (1812)
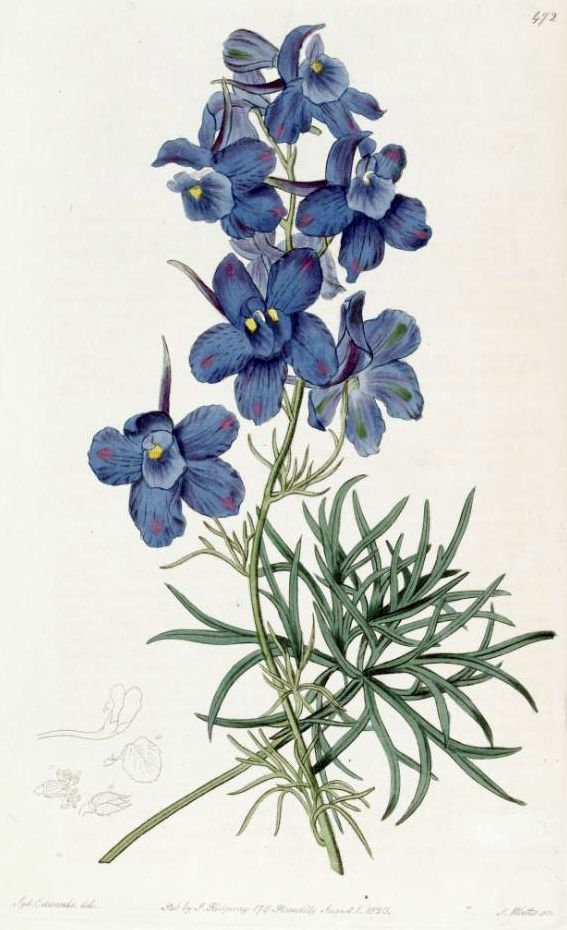
Delphinium grandiflorum, The Botanical Register (1820)